# Stichopogon kerteszi
Stichopogon kerteszi là một loài ruồi trong họ Asilidae. Stichopogon kerteszi được Bezzi miêu tả năm 1910. Loài này phân bố ở vùng Cổ Bắc giới.